# Angoulins
Angoulins is een gemeente in het Franse departement Charente-Maritime in de regio Nouvelle-Aquitaine. De plaats maakt deel uit van het arrondissement La Rochelle. Angoulins telde op 1 januari 2022 4.147 inwoners. In de gemeente ligt spoorwegstation Angoulins-sur-Mer.

## Geografie
De oppervlakte van Angoulins bedroeg op 1 januari 2022 7,86 vierkante kilometer; de bevolkingsdichtheid was toen 527,6 inwoners per km².
De onderstaande kaart toont de ligging van Angoulins met de belangrijkste infrastructuur en aangrenzende gemeenten.

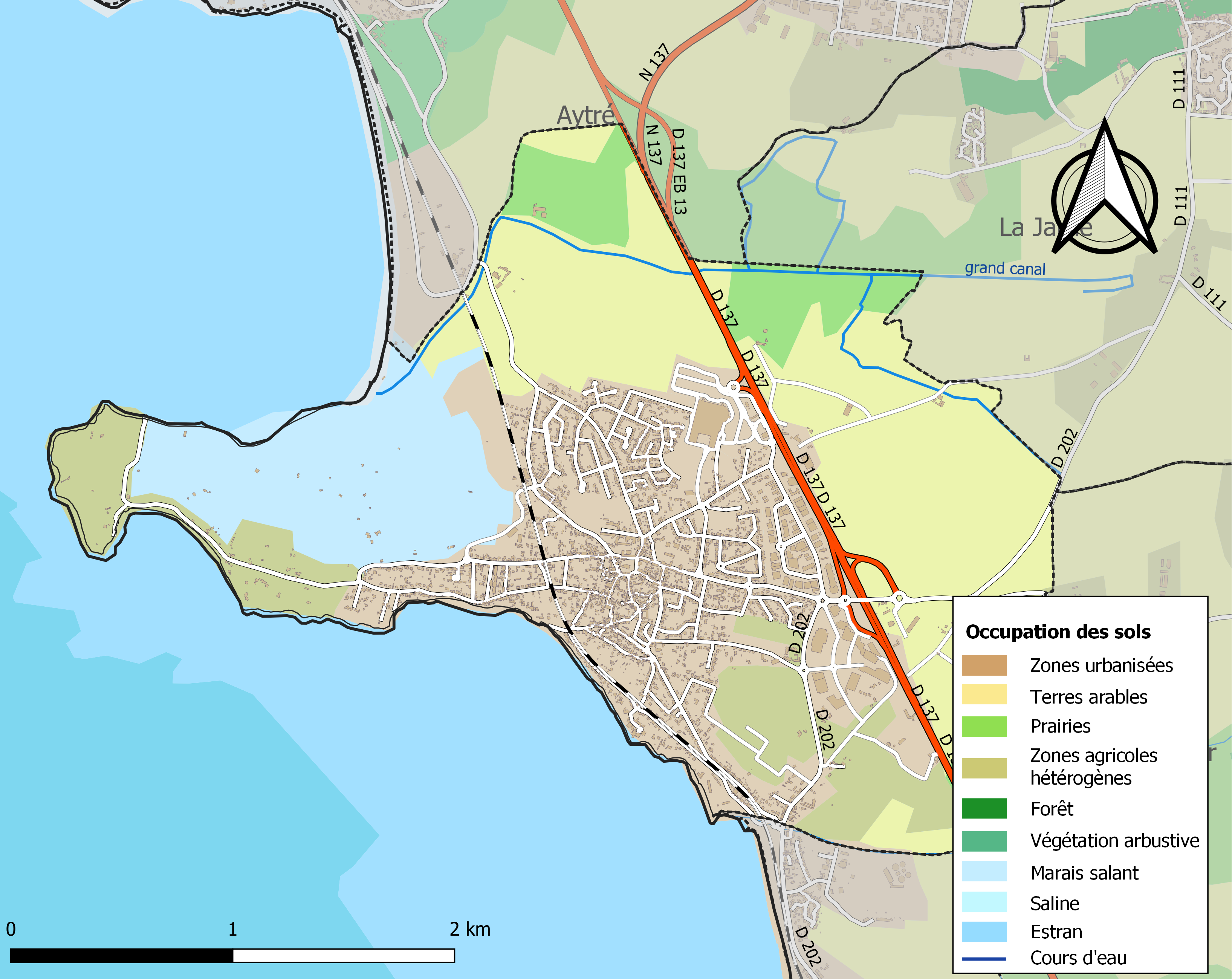

## Demografie
Onderstaande figuur toont het verloop van het inwonertal (bron: INSEE-tellingen).